# Metropolie Itálie
Metropolie Itálie je jedna z metropolií Konstantinopolského patriarchátu.

## Historie a současnost
Roku 1924 se pravoslavné farnosti Itálie, Rakouska a Maďarska staly součástí Konstantinopolského patriarchátu.
Roku 1991 byly farnosti Itálie odděleny od rakouské metropolie a včleněny do nové italské metropolie.
V březnu 2005 byly farnosti na území Malty převedeny z jurisdikce archiepiskopie Thyateira do jurisdikce italské metropolie.
V červenci 2012 byla metropolii senátem Itálie udělena stejná práva jako má římskokatolická církev.
Dne 14. ledna 2021 bylo území Malty převedeno do jurisdikce nového patriarchálního exarchátu Malty.
V současné době má 74 farností a 8 monastýrů.

## Seznam metropolitů
- 1991–1996 Spyridon (Papageorgiou)
- 1996–2020 Gennadios (Zervos)
- od 2021 Polykarpos (Stavropoulos)